# ZSU-37
El ZSU-37 (en ruso: Zenitnaya Samokhodnaya Ustanovka, lit. 'montaje antiaéreo autopropulsado') es un vehículo antiaéreo autopropulsado soviético de finales de la Segunda Guerra Mundial equipado con un cañón automático antiaéreo M1939 (61-K) de 37 mm instalado en una plataforma abierta transversal, protegida por grandes paneles blindados, de 6 mm de espesor, sobre el chasis de un SU-76M. Se construyó en la Planta de construcción de maquinaria pesada N.º 40 de Mytishchi, desde marzo de 1945 hasta 1948 y se construyeron 75 vehículos en total, se utilizó de forma muy limitada en la ofensiva del verano de 1945 en Manchuria.

## Historia
Los ingenieros soviéticos llevaron a cabo algunos experimentos iniciales para desarrollar un vehículo blindado antiaéreo, antes y durante la Segunda Guerra Mundial, incluida una modificación del tanque ligero T-70, lo que resultó en el tanque ligero T-90 experimental que estaba armado con dos ametralladoras pesadas DShK de 12,7 mm (el prototipo fue construido en noviembre de 1942 por GAZ). 
El tanque ligero T-70 finalmente se construiría usando un chasis muy similar al del cañón autopropulsado ligero SU-76. Esto se debía a que ambos vehículos usaban el chasis del tanque ligero T-60. Se decidió utilizar el chasis del SU-76M para acelerar y abaratar la producción de los tan necesarios ZSU-37.
El ZSU-37 se produjo entre marzo de 1945 y 1948, y se construyeron unos setenta y cinco vehículos en total (solo se produjeron unos pocos vehículos antes de que terminara la guerra). Como resultado de su producción tardía y la casi inexistencia de aviones de la Luftwaffe que quedaban en la primavera de 1945, el ZSU-37 apenas vio acción durante la Segunda Guerra Mundial. Un batallón experimental de artillería antiaérea autopropulsada equipado con doce ZSU-37 se formó a finales de 1945. 
Después de la Segunda Guerra Mundial, quedó claro que la baja cadencia de tiro y la escasa potencia de fuego del único cañón AA M1939 (61-K) de 37 mm que equipaba el ZSU-37 no era eficaz contra objetivos a baja altitud y alta velocidad. Las tripulaciones de artillería antiaérea encontraron difícil localizar manualmente objetivos en rápido movimiento. Los ZSU-37 basados en un chasis de tanque ligero también tenían una maniobrabilidad bastante pobre en terrenos difíciles, baja velocidad y su autonomía fuera de la carretera, en comparación con los tanques medianos y los cañones autopropulsados que el ZSU-37 tenía que proteger, era muy limitada. Los dos motores en tándem utilizados en el chasis del SU-76M requerían combustible de gasolina, lo que a veces era un problema en unidades de tanque equipadas con tanques con motor diésel. Por todas estas razones el ZSU-37 se retiró del servicio poco después de que se detuviera la producción en serie en 1948.
Se hizo un considerable esfuerzo para aumentar la potencia de fuego montando el mismo cañón de 37 mm en un chasis de tanque medio T-34, pero el vehículo nunca pasó de la fase de diseño como lo recomendó el Consejo Técnico del Ministerio de Transporte para utilizar un chasis de tanque más nuevo y el cañón automático antiaéreo gemelo S-68 de 57 mm más potente, que se estaba desarrollando en ese momento. El siguiente desarrollo de un vehículo antiaéreo sobre orugas vendría con el ZSU-57-2, que estaba basado en el chasis del tanque mediano T-54 y fue producido en serie entre 1957 y 1960.
A partir de 1957, comenzó el trabajo de diseño y desarrollo de nuevos vehículos blindados antiaéreos guiados por radar, principalmente, el ZSU-23-4 Shilka y el ZSU-37-2 Yenisei, un nuevo diseño (no relacionado con el ZSU-37) y basado en el chasis del cañón autopropulsado SU-100. Ambos fueron pensados principalmente como reemplazos del ZSU-57-2. El desarrollo del Yenisei se canceló en 1962 y el ZSU-23-4 Shilka entró en producción, armado con un cañón automático antiaéreo gemelo de 37 mm 500P Angara.

## Características
El ZSU-37 estaba basado en el chasis del SU-76M, en el que se montó una torreta abierta armada con cañón automático antiaéreo M1939 (61-K) de 37 mm. El vehículo estaba equipado con un visor automático del tipo a distancia con dos colimadores, un telémetro estéreo con una base de 1 metro, una radio 12RT-3, un sistema de intercomunicación TPU-3F y mecanismos mecánicos de orientación con dos velocidades de movimiento angular. para una adecuada velocidad y suavidad al apuntar (el mecanismo transversal tenía un interruptor de pie de velocidades).
La tripulación estaba formada por seis personas (comandante, conductor, artillero telémetro en acimut, artillero telémetro en ángulo de elevación, cargador y operador de radio).
El ZSU-37, al estar basado en el SU-76M, también compartía sus inconvenientes y ventajas técnicas, el principal de los cuales era la torreta abierta. Para proteger a la tripulación de la lluvia y la nieve, el compartimiento del cañón podía cubrirse con una lona, sin embargo, el cañón no se pudía elevar completamente cuando estaba colocada la lona. La torreta abierta tenía ventajas, como un alto ángulo de elevación, una excelente visibilidad para los artilleros y una excelente ventilación.

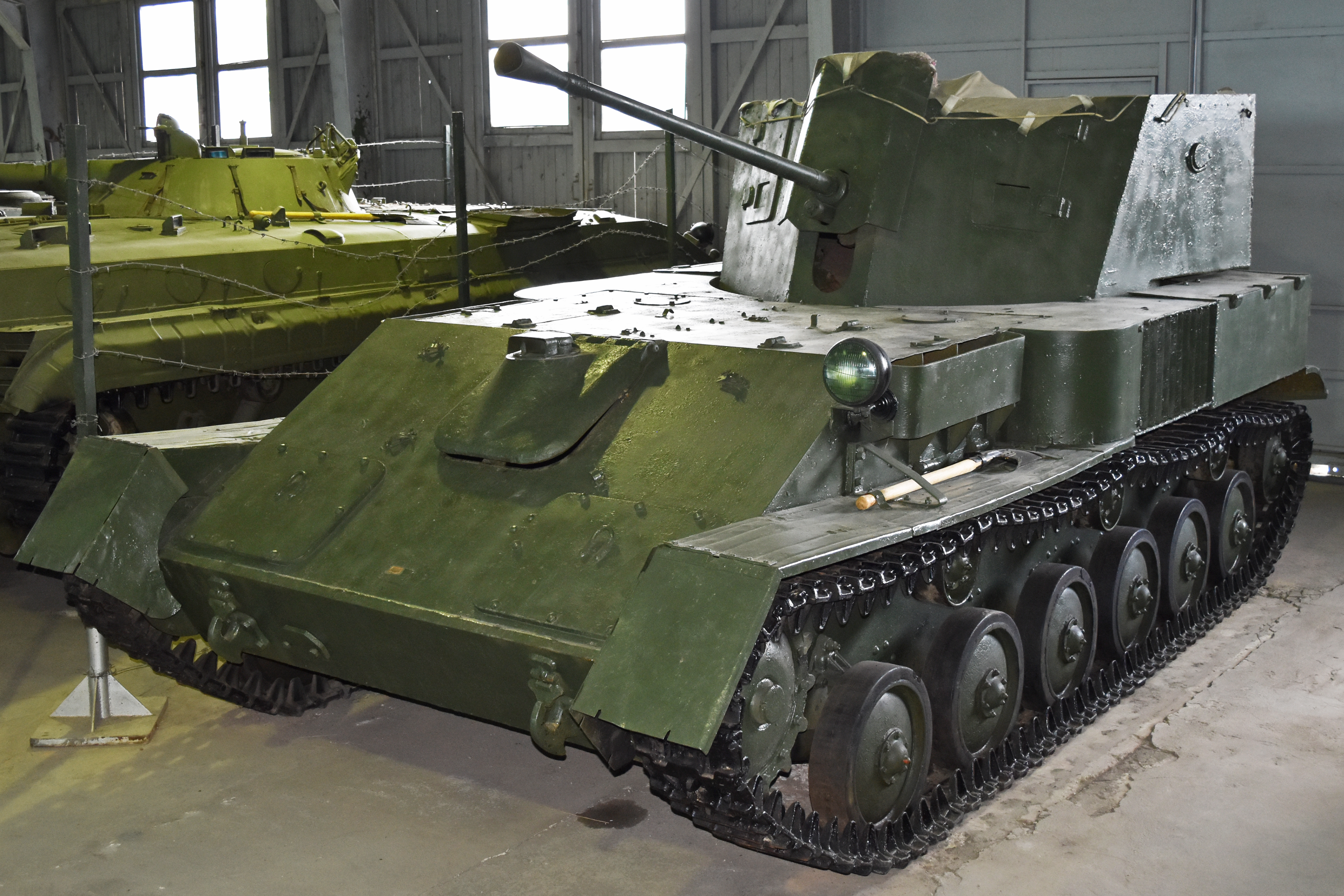
Prototipo original del ZSU-37 construido en 1944.

Ligero y maniobrable, el ZSU-37 se consideró un vehículo bastante eficaz a mediados de la década de 1940. Sin embargo, tenía capacidades todoterreno insuficientes para acompañar a los tanques medianos y pesados en terrenos difíciles.
La munición consistía en 320 proyectiles perforantes, incendiarios, de fragmentación y proyectiles de fragmentación (todos con trazadores). 130 rondas estaban en cargadores de 5 rondas y 190 rondas estaban sueltas sin cargador. Las rondas compuestas perforantes de blindaje podrían usarse contra tanques pesados. La velocidad de salida estaba entre 890 y 920 m/s dependiendo del tipo de proyectil, el proyectil perforante pesaba 0,785 kg, los proyectiles de fragmentación pesaban 0,732 kg. El cañón automático podría presionarse y elevarse manualmente entre -5 ° y + 85 °. La cadencia de tiro cíclica era de 120 a 130 disparos por minuto, mientras que la cadencia de tiro práctica era de entre 50 y 60 disparos por minuto. El alcance máximo del cañón en vertical era de 2500 m, mientras que el alcance vertical máximo fue de 6500 m.
El vehículo podía cruzar obstáculos verticales de 0,67 m de altura, zanjas de 2 m de ancho, vadear obstáculos de agua de 0,9 m de profundidad y subir pendientes de 25 °. La transmisión y el tren de rodaje eran idénticos a los del cañón autopropulsado SU-76M. El motor también era el mismo, pero forzado hasta los 140 CV. En el SU-76M a 160 CV, Utilizaba un motor GAZ-203 que consistía en dos motores de gasolina que trabajaban en tándem GAZ-202 de 6 cilindros refrigerados por líquido, cada uno producía 80 CV (63 kWt) en 3600 rpm.

## Variantes
- SU-72: (prototipo). Fue construido por GAZ en el otoño de 1942. Basado en los diseños de los tanques ligeros T-60 y T-70, estaba armado con un cañón automático antiaéreo 61-K de 37 mm en una torreta fija. El rendimiento insatisfactorio del sistema de enfriamiento del motor se descubrió durante las pruebas en tierra.[7]
- SU-11ː (prototipo). Construido en noviembre de 1942. Se basó en los diseños de tanques ligeros T-60 y T-70, también estaba armado con un cañón automático antiaéreo 61-K de 37 mm, en una torreta giratoria. Las pruebas oficiales se realizaron en diciembre de 1942 pero el vehículo no entró en producción.[7]
- SU-17 (prototipo). Estaba basado en el chasis del cañón Autopropulsado SU-76M y estaba armado con un cañón automático antiaéreo 61-K de 37 mm. El primer prototipo, fue construido en diciembre de 1943, pasó las pruebas oficiales en febrero de 1944; solo se encontraron algunos defectos menores. El segundo prototipo fue construido en la primavera de 1944, era 1.2 toneladas más ligero, equipado con un motor de gasolina de 6 cilindros ZIS-80MF (98.5 CV) en lugar de un GAZ-203 (dos motores de gasolina de 6 cilindros en tándem GAZ-202, cada uno producía una potencia de 70 CV). Tenía un tipo diferente de torreta giratoria. Durante las pruebas en tierra en julio de 1944 se descubrió que el motor ZIS-80MF no tenía suficiente potencia, por lo que el tercer prototipo mejorado con un sistema de motor anterior (GAZ-203) se construyó en el verano de 1944. Ese vehículo pasó las pruebas en tierra, en octubre-noviembre de 1944, con éxito y se convirtió en un predecesor directo del ZSU-37 producido en serie.[7]
- ZSU-37: vehículo producido en serie, fabricado desde 1945 hasta 1948 por la Planta de Construcción de Maquinaria N.º 40 de Mytishchi.

## Usuarios
- Unión Soviética - 75 unidades en total